# Coppa di Francia 2012-2013 (hockey su pista)
La Coppa di Francia 2012-2013 è stata la 12ª edizione della principale coppa nazionale francese di hockey su pista. La competizione ha avuto luogo dal 7 ottobre 2012 e si è conclusa con la finale in campo neutro a Nantes il 5 maggio 2013.
Il trofeo è stato conquistato dal Quévert per la seconda volta nella sua storia superando in finale lo SCRA Saint-Omer.

## Risultati

### Primo turno
| Squadra 1         | Risultato | Squadra 2        |
| ----------------- | --------- | ---------------- |
| Ergué-Gabéric     | 5 - 3     | Pacé             |
| Loudéac           | 2 - 3     | Plonéour-Lanvern |
| Villejuif         | 6 - 3     | Mont St Aignan   |
| Tourcoing         | 2 - 6     | Noisy-le-Grand   |
| ASTA Nantes       | 6 - 9     | Bouguenais       |
| Nantes Longchamps | 6 - 7     | Nantes           |
| Gujan-Mestras     | 1 - 10    | Gazinet-Cestas   |
| Vaulx-en-Velin    | 2 - 9     | Lione            |

### Ottavi di finale
| Squadra 1        | Risultato | Squadra 2       |
| ---------------- | --------- | --------------- |
| Plonéour-Lanvern | 6 - 3     | Lione           |
| Ergué-Gabéric    | 2 - 10    | Saint-Brieuc    |
| Gazinet-Cestas   | 3 - 6     | Mérignac        |
| Bouguenais       | 0 - 9     | SCRA Saint-Omer |
| Villejuif        | 2 - 8     | Quévert         |
| Nantes           | 5 - 9     | La Vendéenne    |
| Noisy-le-Grand   | 2 - 1     | Ploufragan      |
| Biarritz         | 6 - 5     | Coutras         |

### Quarti di finale
| Squadra 1        | Risultato | Squadra 2    |
| ---------------- | --------- | ------------ |
| Plonéour-Lanvern | 2 - 7     | La Vendéenne |
| Saint-Brieuc     | 6 - 4     | Mérignac     |
| Quévert          | 3 - 1     | Biarritz     |
| Noisy-le-Grand   | 2 - 5     | Saint-Brieuc |

### Final four

#### Semifinali
| Nantes 4 maggio 2013 | La Vendéenne | 4 – 6 | Quévert | Salle du Croissant |

| Nantes 4 maggio 2013 | Saint-Brieuc | 6 – 7 | SCRA Saint-Omer | Salle du Croissant |

#### Finale
| Nantes 5 maggio 2013 | Quévert | 3 – 2 | SCRA Saint-Omer | Salle du Croissant |